# Téssera (ficha)

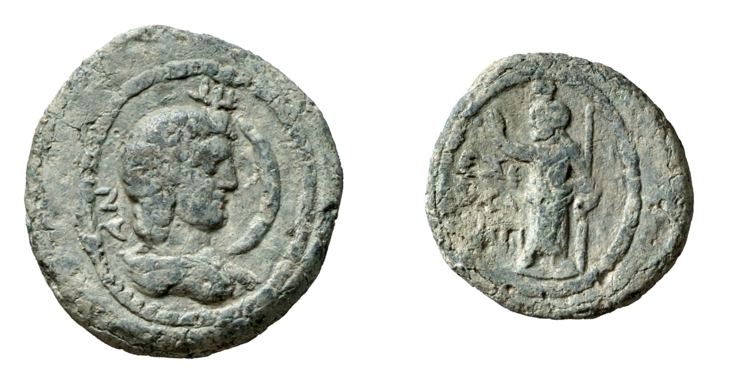
Téssera mitológica datada do reinado do imperador romano Adriano r. encontrada em Alexandria. No anverso é descrito Antínoo trajando a coroa cerimonial Hemhem, enquanto no reverso há Serápis com um cálato.

Téssera (em latim: Tessera), na Roma Antiga, era uma ficha utilizada para identificação, celebração ou admissão em determinados locais. Havia vários tipos de téssera. A téssera teatral (tessera theatralis) equivalia aos bilhetes modernos e era utilizada para se adentrar nos teatros e outros locais de entretenimento público. Era distribuída pelo duúnviro e continha o nome do proprietário dum lugar numa peça teatral, o número, divisão e fileira do assento e, em alguns casos, o nome da obra a ser apresentada. Sob a forma alternativa pitácio (em latim: pittacium; em grego: πιττάκιον; romaniz.: pittácion), era aplicada como uma ficha de identificação que era anexada às ânforas de vidro que continham vinho; nelas grafava-se o título do vinho e o nome dos cônsules em ofício à época de sua produção para identificação da data da safra.
A téssera consular (tessera consulares), feita de osso ou marfim, continha uma alça ou furo para ser anexada a um objetivo. Nela era gravado o nome dum escravo ou liberto, seu mestre ou patrono e a palavra "inspecionado" (spectavit), bem como o dia, mês e consulado de sua emissão. Tinha como função o registro da checagem oficial do peso e genuinidade de moedas, com cada téssera consular mostrando que um banqueiro particular inspecionou uma carga de moedas. Após a inspeção provavelmente era anexada a um cesto de moedas. Também supõe-se, embora seja menos provável, que a téssera consular registrava a data que um gladiador era liberado. Todas as 66 tésseras consulares atualmente disponíveis são datáveis entre 96-44 a.C..
A téssera comemorativa, também conhecida como medalhão contornado, era um objeto no qual gravava-se os bustos imperiais ou de algum indivíduo que à época havia falecido de modo a celebrá-lo. A téssera imperial era um pequeno objeto de bronze no qual havia o retrato dum imperador, imperatriz ou Augusto (r. 27 a.C.–14 d.C.). A téssera mitológica, por outro lado, igualmente de bronze, continha a efígie de Palas, Hércules, Medusa, Sileno, uma das Bacantes, etc. A téssera do gladiador (em latim: tessera gladiatores) era uma espécie de prêmio concedido a um gladiador para celebrar suas vitórias. Provavelmente ele utilizava-a suspensa ao pescoço, e nela era gravado seu nome e dos edil e cônsul em ofício.